# Inverian
Das Inverian war eine orogenetische Phase, die im Hebriden-Terran zu Beginn des Paläoproterozoikums vor zirka 2490 Millionen Jahren BP die Gesteine des Lewisians verformte und metamorphosierte.

## Etymologie
Der Begriff Inverian wird von seiner Typlokalität Lochinver an der Nordwestküste Schottlands abgeleitet. Lochinver lautet auf Schottisch-Gälisch Loch an Inbhir, wobei das männliche Substantiv inbhir eine Flussmündung oder einen Ästuar bezeichnet und loch einen See oder Fjord. Loch an Inbhir bedeutet somit Fjord an der Flussmündung – gemeint ist der hier mündende River Inver.

## Charakterisierung

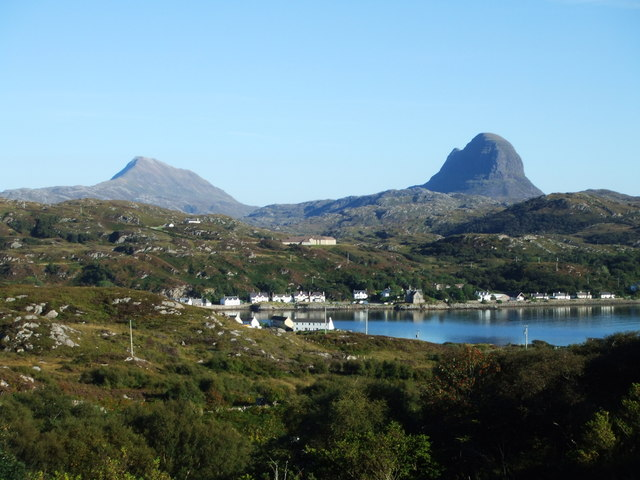
Die Typlokalität Lochinver mit Suilven

Im Grundgebirge des Hebriden-Terrans ist das Inverian die zweite Verformungsphase. Sie folgte auf das trockene, granulitfazielle Badcallian, war aber noch vor Eindringen der mafischen Scourie dykes abgeschlossen. Das Inverian war von geringerer Intensität als das Badcallian-Ereignis und es wurden nur noch die Druck-Temperatur-Bedingungen der Amphibolit-Fazies erreicht. Es handelt sich um eine statische, wasserhaltige Retromorphose.
Für die bei der Retromorphose erzielten Temperaturen ermittelten Zirkler u. a. (2012) mittels Gleichgewichtsmodellierung von Mineralparagenesen 520 bis 550 °C. Eine etwas höhere Abschätzung gab Sills (1983) mit rund 600 °C.
Dynamisch wird das Inverian durch breite, relativ steil einfallende, duktile, schräg rechtsseitig verschiebende Scherzonen im Kilometer-Bereich gekennzeichnet. Beispiele sind die Canisp-Scherzone, die Gruinard-Scherzone und die Diabaig-Scherzone.
Gleichzeitig bildeten sich planare und lineare Gefüge, sowie Faltenbau. In den Scherzonen drang Wasser ein, wodurch Pyroxene zu wasserführenden Mineralphasen wie Biotit, Hornblende, Epidot und andere umgewandelt wurden.

## Datierung
Mit der Uran-Blei-Methode an Zirkonen gewonnene Alter bekunden zu Beginn des Paläoproterozoikums eine rund 2500 Millionen Jahre alte Metamorphose, die das Inverian darstellen dürfte. Bei Badcall Point fanden Corfu und Kollegen (1994) mit der gleichen radiometrischen Methode ein Alter von 2490 Millionen Jahren BP. MacDonald und Kollegen (2015) ermittelten 2482 Millionen Jahre BP.  Die auf den Zeitraum 2480 bis 2420 Millionen Jahre BP datierte Verformung von Pegmatiten und Mikrograniten, die nach dem Badcallian ins Grundgebirge eingedrungen waren, kann wahrscheinlich dem Inverian angerechnet werden. Das Eindringen der späteren Scourie dykes wird auf das Intervall 2418 bis 2375 Millionen Jahre BP datiert.

## Ursache
Als Ursache für die Entstehung der Scherzonen des Inverians wird eine wiederholte Schrägkollision von Krustenblöcken des Hebriden-Terrans vermutet. Eine Untersuchung von Goodenough u. a. (2013) ergab, dass die beiden Krustenblöcke des Rhiconich-Terrans und des Assynt-Terrans entlang der Laxford-Scherzone während des Inverians um 2480 Millionen Jahre BP aneinander angedockt hatten.